# Shagetuo
Shagetuo (kinesiska: 沙圪坨, 沙圪坨镇) är en köping i Kina. Den ligger i provinsen Shanxi, i den norra delen av landet, omkring 240 kilometer nordost om provinshuvudstaden Taiyuan. Antalet invånare är 24233. Befolkningen består av 11 634 kvinnor och 12 599 män. Barn under 15 år utgör 18,0 %, vuxna 15-64 år 73 %, och äldre över 65 år 8,0 %.
Genomsnittlig årsnederbörd är 679 millimeter. Den regnigaste månaden är juli, med i genomsnitt 165 mm nederbörd, och den torraste är januari, med 4 mm nederbörd.